# Anson Tsang
Anson Tsang (eigentlich Yan Shing Tsang; chinesisch 曾恩盛, Pinyin Zēng Ēnchéng, Jyutping Zang1 Jan1sing4, kantonesisch Tsang Yan Shing; * 1982 oder 1983 in Hongkong) ist ein professioneller chinesischer Pokerspieler aus Hongkong. Er ist dreifacher Braceletgewinner der World Series of Poker.

## Pokerkarriere

### Werdegang
Tsang lernte Poker im Jahr 2008 und spielt vorrangig Cash Games in Macau. Seine ersten Live-Preisgelder gewann er von Mai 2009 bis Mai 2017 ausschließlich bei Turnieren in Macau. Im Juni 2013 belegte der Chinese dort beim Main Event der GuangDong Asia Millions den siebten Platz und erhielt umgerechnet mehr als 920.000 US-Dollar. Im Juni 2017 war er erstmals bei der World Series of Poker (WSOP) im Rio All-Suite Hotel and Casino am Las Vegas Strip erfolgreich und kam bei einem Turnier der Variante No Limit Hold’em sowie bei der Weltmeisterschaft und dem High Roller in Pot Limit Omaha in die Geldränge. Im Venetian Resort Hotel am Las Vegas Strip belegte Tsang Mitte Juli 2017 bei einem Deepstack-Event den mit rund 220.000 US-Dollar dotierten vierten Platz. Ende Oktober 2017 wurde er beim Mini High Roller der Asia Championship of Poker in Macau Zweiter und sicherte sich umgerechnet über 200.000 US-Dollar. Das High Roller der European Poker Tour (EPT) in Monte-Carlo beendete er Anfang Mai 2018 auf dem siebten Rang, der mit 126.000 Euro bezahlt wurde. Bei der WSOP 2018 erzielte der Chinese sieben Geldplatzierungen. Ende August 2018 belegte er bei einem in Pot Limit Omaha gespielten Side-Event der EPT in Barcelona den zweiten Platz und erhielt über 150.000 Euro. In derselben Variante gewann Tsang im Oktober 2018 ein Turnier der World Series of Poker Europe (WSOPE) im King’s Resort in Rozvadov und sicherte sich ein Bracelet sowie eine Siegprämie von mehr als 90.000 Euro. Bei der WSOP 2019 wurde er bei einem mit Short Deck gespielten Event Dritter, was ihm rund 130.000 US-Dollar einbrachte. Im August 2020 setzte sich der Chinese unter dem Nickname Tara@0z bei einem Turnier der aufgrund der COVID-19-Pandemie auf GGPoker ausgespielten World Series of Poker Online durch und erhielt über 150.000 US-Dollar sowie sein zweites Bracelet. Bei der WSOPE 2022 in Rozvadov gewann er in Pot Limit Omaha sein drittes Bracelet und erhielt eine Auszahlung von knapp 100.000 Euro.
Insgesamt hat sich Tsang mit Poker bei Live-Turnieren knapp 3,5 Millionen US-Dollar erspielt.

### Braceletübersicht
Tsang kam bei der WSOP 93-mal ins Geld und gewann drei Bracelets:
| Jahr   | Buy-in | Turnier                                                   | Teilnehmer | Preisgeld |
| ------ | ------ | --------------------------------------------------------- | ---------- | --------- |
| 2018 E | 2200 € | Pot-Limit Omaha 8-Handed                                  | 0187       | 091.730 € |
| 2020 O | 0500 $ | GGPoker.com – Deepstack No-Limit Hold’em (Asia Time Zone) | 2315       | 150.460 $ |
| 2022 E | 2000 € | Pot-Limit Omaha                                           | 0221       | 095.461 € |